# Antoni Cellers i Azcona
Antoni Cellers i Azcona   (Lleida, 1775 - Barcelona, 1835) fou un arquitecte català.

## Biografia
L'any 1817 fou el primer director de l'Escola d'Arquitectura de l'Escola de la Llotja. Estudià a Madrid (1797-1803) i Roma (1803-1814). Entre el 1816 i 1818 va fer projectes d'obres públiques a Lleida, entre els quals destacà un del canal d'Urgell, els plans del qual foren aprofitats per al traçat definitiu del 1852.
Autor de les reformes del Palau Dou (1818) i de l'església del Convent de Carmelites Calçades de Barcelona (1830-1832) i de l'Església de l'Immaculat Cor de Maria (antiga Església dels Escolapis) de Sabadell (1831-1832), intervingué en la restauració del Monestir de Montserrat.
Estudià amb el seu deixeble Josep Oriol Mestres les restes del temple romà de Barcelona, que identificà amb el d'Hèrcules. Va fer un estudi sobre les roques volcàniques d'Olot (1829).
En el seu testament, llegà la seva biblioteca al seu deixeble Pere Casals, natural d'Agramunt i mestre d'obres per la Reial Acadèmia de Belles Arts de Sant Ferran de Madrid (1834).
Fou sebollit al Cementiri del Poblenou de Barcelona (Dep. I, illa 1a, antigament nínxol 170; avui en lloc desconegut).